# Ареола
Ареола (на латински: areola mammae) се нарича пигментираната част около зърното на гърдата. Думата произлиза от латинското areola, умалително от area – „открито място“.
Ареолата приблизително очертава зоната с каналчета на млечните жлези. Цветът на пигментацията е различен при различните хора и варира от бледорозово до тъмнокафяво, в зависимост от количествата на две меланинови съединения: eumelanin (кафяв пигмент) и pheomelanin (червен пигмент). Цветът може да се промени вследствие на хормонална промяна, причинена от менструация, някои лекарства и стареенето. Обикновено по време на бременността ареолите потъмняват. След раждането първоначалният им цвят може да се възстанови частично или изцяло, но това е различно при всяка жена.
Размерът и формата на ареолите също варират в широки граници, като ареолите на полово зрелите жени обикновено са по-големи от тези на момичетата преди пубертета и на мъжете. Ареолите на повечето мъже са с диаметър около 2,5 cm, а на жените – 3 cm. При полово зрелите жени ареолите могат да достигнат в диаметър над 10 cm, а при жени с относително големи гърди и кърмачки – дори повече.
Формата на ареолите обикновено е кръгла, но при някои жени и по-рядко при мъжете ареолите са видимо елипсовидни.